# Pouzac
Pouzac est une commune française située dans le centre du département des Hautes-Pyrénées, en région Occitanie.
Sur le plan historique et culturel, la commune est dans la province du Haut-Adour, autrefois incluse dans l’ancien comté de Bigorre. Il s’agit d’une zone montagneuse constituée des prolongements occidentaux des massifs de Néouvielle et de l’Arbizon. Exposée à un climat de montagne, elle est drainée par l'Adour, le canal d'Alaric, l'Arrêt-Darré, la Gailleste, l'Anou et par divers autres petits cours d'eau. La commune possède un patrimoine naturel remarquable : un site Natura 2000 (la « vallée de l'Adour »), un espace protégé (l'« Adour et affluents ») et six zones naturelles d'intérêt écologique, faunistique et floristique.
Pouzac est une commune rurale qui compte 1 108 habitants en 2022. Elle est dans l'agglomération de Bagnères-de-Bigorre et fait partie de l'aire d'attraction de Bagnères-de-Bigorre. Ses habitants sont appelés les Pouzacais ou  Pouzacaises.

## Géographie

### Localisation
La commune de Pouzac se trouve dans le département des Hautes-Pyrénées, en région Occitanie.
Elle se situe à 17 km à vol d'oiseau de Tarbes, préfecture du département, et à 3 km de Bagnères-de-Bigorre, sous-préfecture.
Les communes les plus proches sont : 
Trébons (2,1 km), Hauban (2,4 km), Ordizan (2,4 km), Bagnères-de-Bigorre (2,7 km), Mérilheu (3,4 km), Antist (3,5 km), Gerde (4,3 km), Labassère (4,4 km).
Sur le plan historique et culturel, Pouzac fait partie de la province historique du Haut-Adour, autrefois incluse dans l’ancien comté de Bigorre. Il s’agit d’une zone montagneuse constituée des prolongements occidentaux des massifs de Néouvielle et de l’Arbizon,.
| Trébons   | Ordizan             | Hauban |
|           | Pouzac              |        |
| Labassère | Bagnères-de-Bigorre |        |

### Hydrographie
Le ruisseau de  la Gailleste, affluent gauche de l'Adour, traverse la commune du sud au nord et forme une partie de la limite est avec la commune de Bagnères-de-Bigorre.
  
Le ruisseau de Bernet traverse la commune d'ouest en est et forme une partie de la limite ouest avec la commune de Labassère.
 
Le ruisseau de l'Anou, affluent droit de la Gailleste, traverse la commune du sud au nord.
   
La rivière de l'Adour traverse la commune du sud au nord et donne naissance au canal d'Alaric.
  
Le ruisseau de l'Arrêt-Darré, affluent de l'Arros, traverse la commune du sud au nord et forme une partie de la limite est avec la commune de Hauban.

### Climat
Le climat est tempéré de type océanique, en raison de l'influence proche de l'océan Atlantique situé à peu près 150 km plus à l'ouest. La proximité des Pyrénées fait que la commune profite d'un effet de foehn, il peut aussi y neiger en hiver, même si cela reste inhabituel.
| Mois                              | jan.  | fév.  | mars  | avril | mai   | juin  | jui.  | août  | sep.  | oct.  | nov.  | déc.  | année   |
| --------------------------------- | ----- | ----- | ----- | ----- | ----- | ----- | ----- | ----- | ----- | ----- | ----- | ----- | ------- |
| Température minimale moyenne (°C) | 0,6   | 1,3   | 2,7   | 5,2   | 8,3   | 11,6  | 14,1  | 13,9  | 11,7  | 8     | 3,6   | 1,3   | 6,9     |
| Température moyenne (°C)          | 5,3   | 6,1   | 7,8   | 10    | 13,3  | 16,7  | 19,3  | 19    | 17,2  | 13,3  | 8,5   | 5,8   | 11,9    |
| Température maximale moyenne (°C) | 9,9   | 11    | 12,9  | 14,8  | 18,3  | 21,7  | 24,5  | 24    | 22,6  | 18,6  | 13,4  | 10,4  | 16,8    |
| Ensoleillement (h)                | 108,8 | 118,8 | 155,6 | 157,2 | 181,3 | 191,5 | 215,5 | 196,4 | 194,5 | 164,4 | 124,4 | 104,4 | 1 912,8 |
| Précipitations (mm)               | 112,8 | 97,5  | 100,2 | 105,7 | 113,6 | 80,7  | 57,3  | 70,3  | 71    | 85,2  | 93    | 112,1 | 1 099,4 |

### Milieux naturels et biodiversité

#### Espaces protégés
La protection réglementaire est le mode d’intervention le plus fort pour préserver des espaces naturels remarquables et leur biodiversité associée,.
Dans ce cadre, la commune fait partie.
Un  espace protégé est présent sur la commune : 
l'« Adour et affluents », objet d'un arrêté de protection de biotope, d'une superficie de 215,8 ha.

#### Réseau Natura 2000

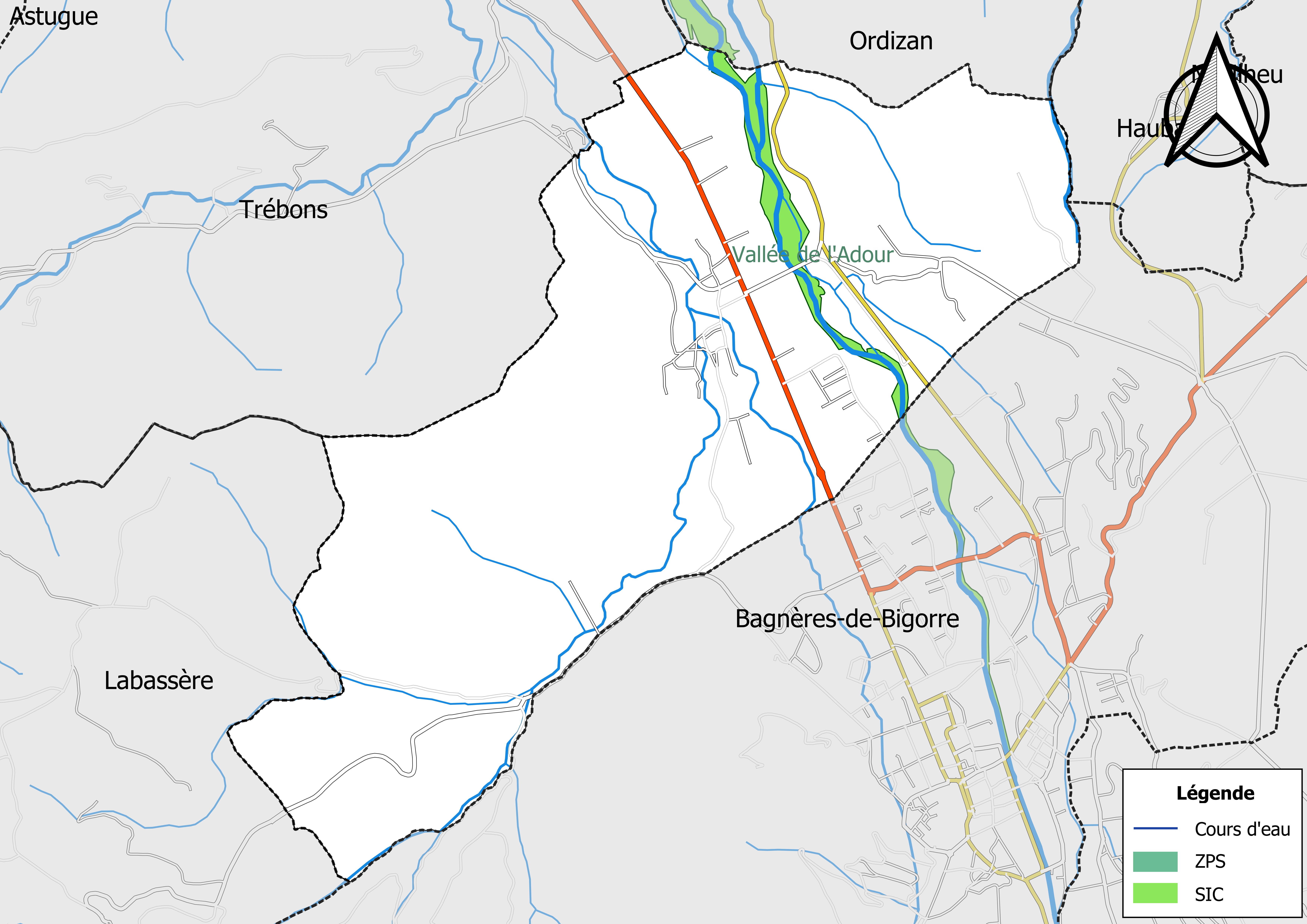
Site Natura 2000 sur le territoire communal.

Le réseau Natura 2000 est un réseau écologique européen de sites naturels d'intérêt écologique élaboré à partir des directives habitats et oiseaux, constitué de zones spéciales de conservation (ZSC) et de zones de protection spéciale (ZPS).
Un site Natura 2000 a été défini sur la commune au titre de la directive habitats : la « vallée de l'Adour », d'une superficie de 2 694 ha, un espace où les habitats terrestres et aquatiques abritent une flore et une faune remarquable et diversifiée, avec la présence de la Loutre et de la Cistude d'Europe.

#### Zones naturelles d'intérêt écologique, faunistique et floristique
L’inventaire des zones naturelles d'intérêt écologique, faunistique et floristique (ZNIEFF) a pour objectif de réaliser une couverture des zones les plus intéressantes sur le plan écologique, essentiellement dans la perspective d’améliorer la connaissance du patrimoine naturel national et de fournir aux différents décideurs un outil d’aide à la prise en compte de l’environnement dans l’aménagement du territoire.
Trois ZNIEFF de type 1 sont recensées sur la commune :
- « l'Adour, de Bagnères à Barcelonne-du-Gers » (2 786 ha), couvrant 59 communes dont 18 dans le Gers, une dans les Landes et 40 dans les Hautes-Pyrénées[16] ;
- le « réseau hydrographique de l'Arrêt-Darré » (63 ha), couvrant 13 communes du département[17],
- le « réseau hydrographique de l'Oussouet et de la Gailleste » (111 ha), couvrant 8 communes du département[18] ;

et trois ZNIEFF de type 2, : 
- l'« Adour et milieux annexes » (3 634 ha), couvrant 60 communes dont 18 dans le Gers, une dans les Landes et 41 dans les Hautes-Pyrénées[19] ;
- le « massif du Monné, vallée de l'Oussouet » (6 955 ha), couvrant 11 communes du département[20] ;
- le « plateau et vallons des Coustalats » (7 832 ha), couvrant 25 communes du département[21].

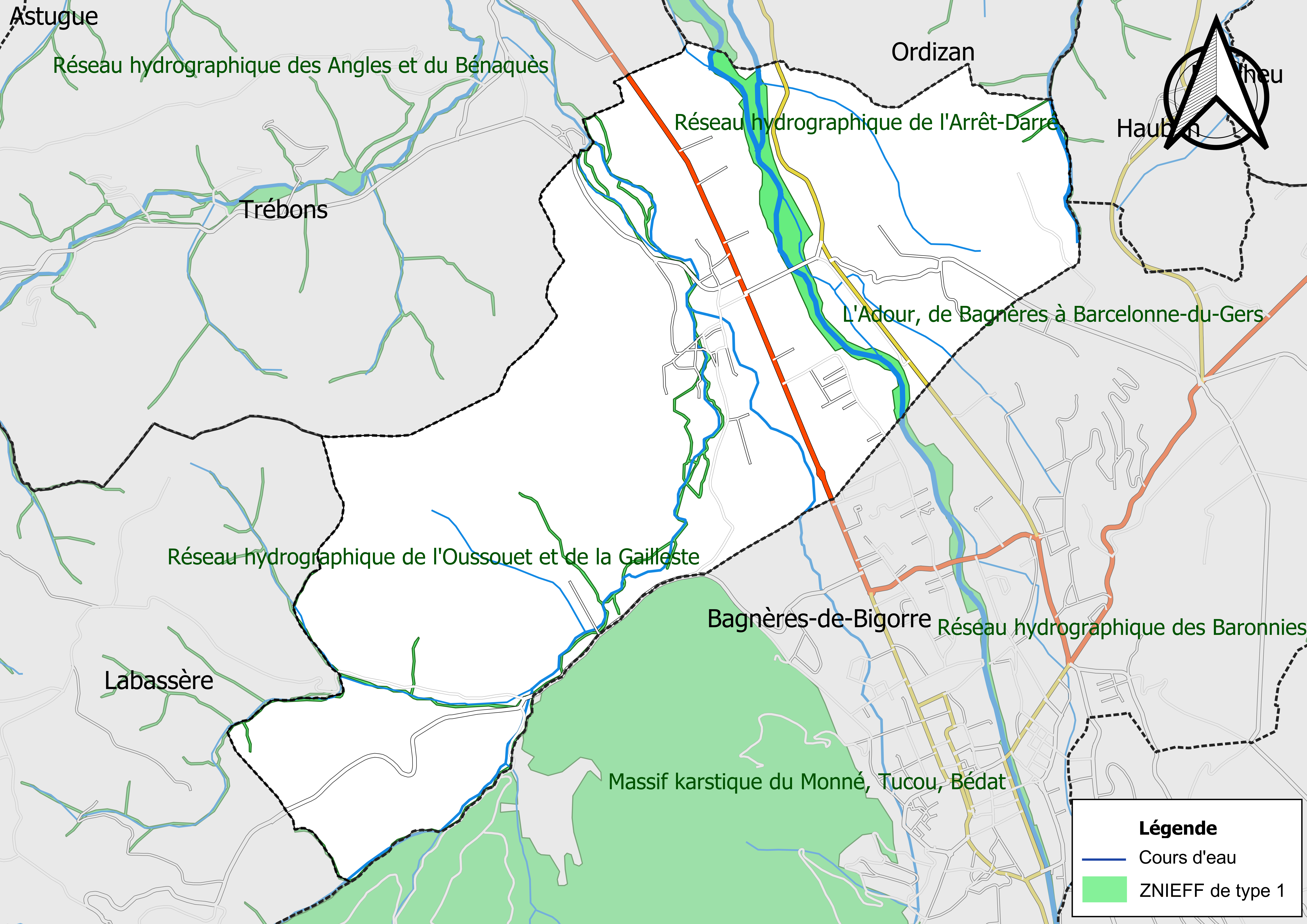
Carte des ZNIEFF de type 1 sur la commune.
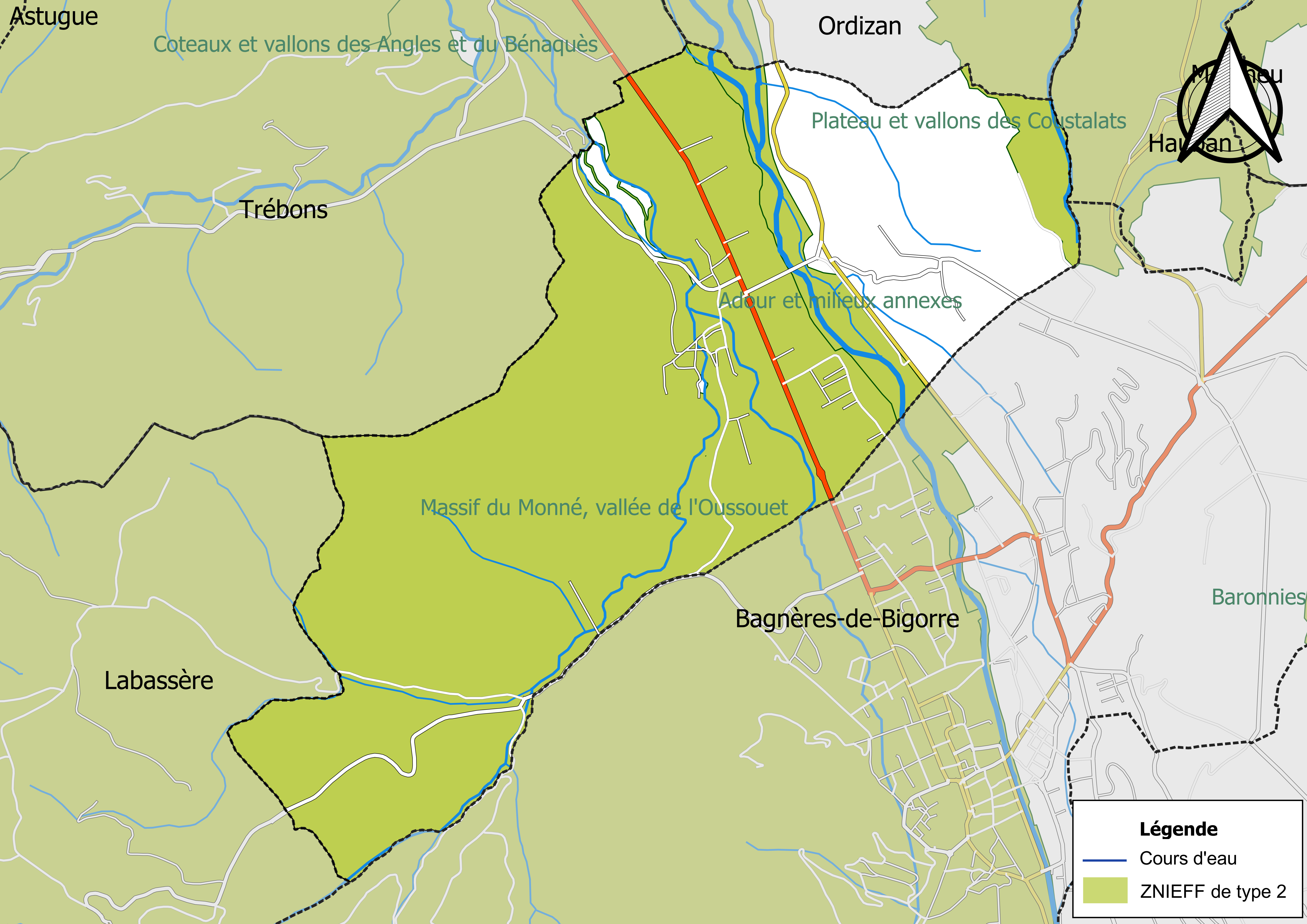
Carte des ZNIEFF de type 2 sur la commune.

## Urbanisme

### Typologie
Au 1er janvier 2024, Pouzac est catégorisée commune rurale à habitat dispersé, selon la nouvelle grille communale de densité à sept niveaux définie par l'Insee en 2022.
Elle appartient à l'unité urbaine de Bagnères-de-Bigorre, une agglomération intra-départementale regroupant dix  communes, dont elle est une commune de la banlieue,,. Par ailleurs la commune fait partie de l'aire d'attraction de Bagnères-de-Bigorre, dont elle est une commune de la couronne,. Cette aire, qui regroupe 21 communes, est catégorisée dans les aires de moins de 50 000 habitants,.

### Occupation des sols
L'occupation des sols de la commune, telle qu'elle ressort de la base de données européenne d’occupation biophysique des sols Corine Land Cover (CLC), est marquée par l'importance des territoires agricoles (58,6 % en 2018), en diminution par rapport à 1990 (63,4 %). La répartition détaillée en 2018 est la suivante : 
zones agricoles hétérogènes (39,6 %), forêts (31,9 %), prairies (19 %), zones urbanisées (9,4 %), milieux à végétation arbustive et/ou herbacée (0,1 %).
L'IGN met par ailleurs à disposition un outil en ligne permettant de comparer l’évolution dans le temps de l’occupation des sols de la commune (ou de territoires à des échelles différentes). Plusieurs époques sont accessibles sous forme de cartes ou photos aériennes : la carte de Cassini (XVIIIe siècle), la carte d'état-major (1820-1866) et la période actuelle (1950 à aujourd'hui).

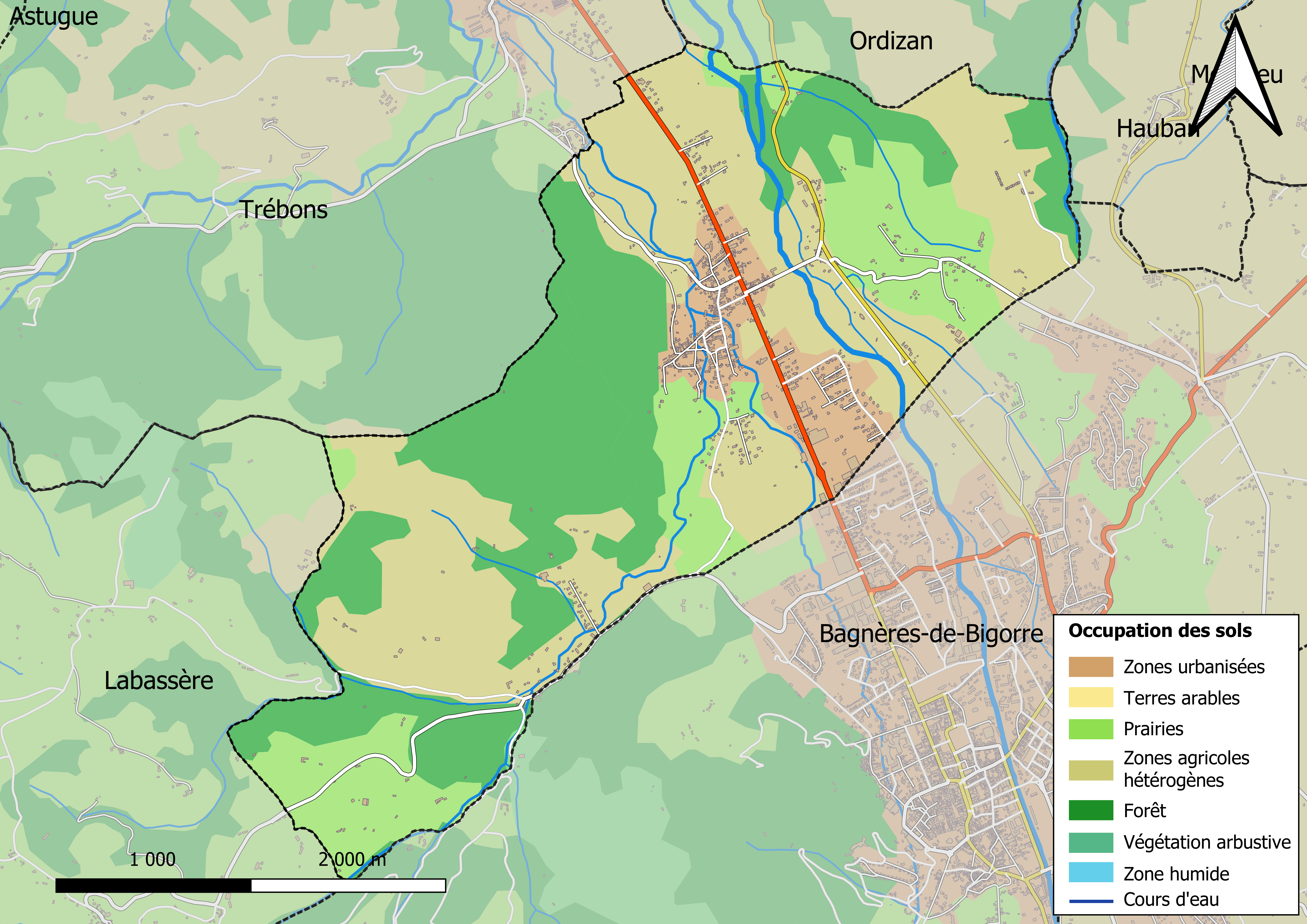
Carte des infrastructures et de l'occupation des sols en 2018 (CLC) de la commune.
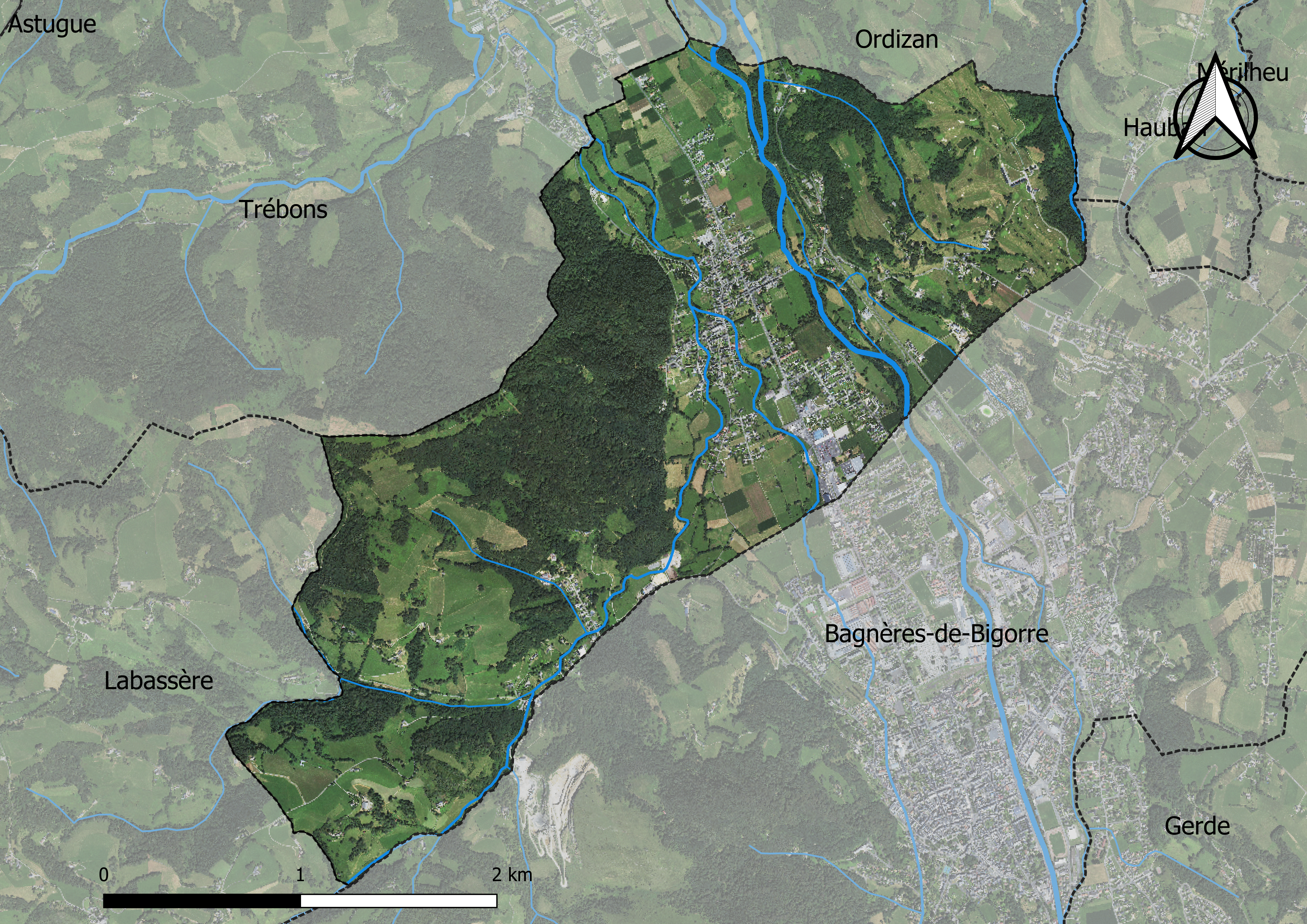
Carte orthophotogrammétrique de la commune.

### Logement
En 2012, le nombre total de logements dans la commune est de 636.

Parmi ces logements, 80,8 % sont des résidences principales, 6,3 % des résidences secondaires et 12,9 % des logements vacants.

### Voies de communication et transports
Cette commune est desservie par la route départementale D 935 et les routes départementales D 8, D 26 et D 88.

### Risques majeurs
Le territoire de la commune de Pouzac est vulnérable à différents aléas naturels : météorologiques (tempête, orage, neige, grand froid, canicule ou sécheresse), inondations, feux de forêts, mouvements de terrains et séisme (sismicité moyenne). Il est également exposé à un risque technologique,  le transport de matières dangereuses. Un site publié par le BRGM permet d'évaluer simplement et rapidement les risques d'un bien localisé soit par son adresse soit par le numéro de sa parcelle.

#### Risques naturels
Certaines parties du territoire communal sont susceptibles d’être affectées par le risque d’inondation par débordement de cours d'eau, notamment l'Adour, le canal d'Alaric et l'Arrêt-Darré. La cartographie des zones inondables en ex-Midi-Pyrénées réalisée dans le cadre du XIe Contrat de plan État-région, visant à informer les citoyens et les décideurs sur le risque d’inondation, est accessible sur le site de la DREAL Occitanie. La commune a été reconnue en état de catastrophe naturelle au titre des dommages causés par les inondations et coulées de boue survenues en 1982, 1999, 2004, 2009, 2010, 2011, 2019 et 2021,.
Pouzac est exposée au risque de feu de forêt. Un plan départemental de protection des forêts contre les incendies a été approuvé par arrêté préfectoral le 21 avril 2020 pour la période 2020-2029. Le précédent couvrait la période 2007-2017. L’emploi du feu est régi par deux types de réglementations. D’abord le code forestier et l’arrêté préfectoral du 27 octobre 2014, qui réglementent l’emploi du feu à moins de 200 m des espaces naturels combustibles sur l’ensemble du département. Ensuite celle établie dans le cadre de la lutte contre la pollution de l’air, qui interdit le brûlage des déchets verts des particuliers. L’écobuage est quant à lui réglementé dans le cadre de commissions locales d’écobuage (CLE)

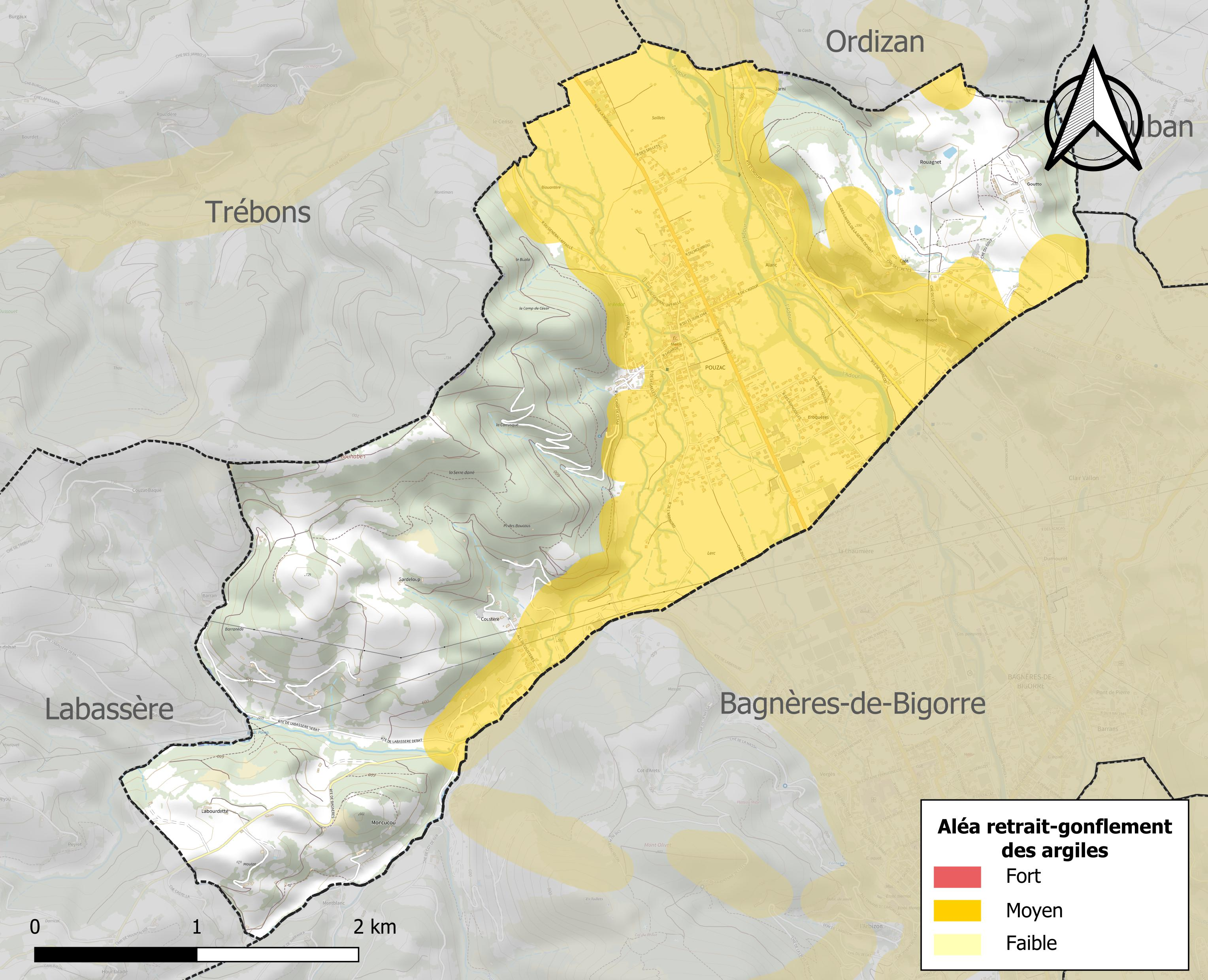
Carte des zones d'aléa retrait-gonflement des sols argileux de Pouzac.

Les mouvements de terrains susceptibles de se produire sur la commune sont des tassements différentiels.
Le retrait-gonflement des sols argileux est susceptible d'engendrer des dommages importants aux bâtiments en cas d’alternance de périodes de sécheresse et de pluie. 45,4 % de la superficie communale est en aléa moyen ou fort (44,5 % au niveau départemental et 48,5 % au niveau national). Sur les 541 bâtiments dénombrés sur la commune en 2019, 492 sont en aléa moyen ou fort, soit 91 %, à comparer aux 75 % au niveau départemental et 54 % au niveau national. Une cartographie de l'exposition du territoire national au retrait gonflement des sols argileux est disponible sur le site du BRGM,.
Par ailleurs, afin de mieux appréhender le risque d’affaissement de terrain, l'inventaire national des cavités souterraines permet de localiser celles situées sur la commune.
Concernant les mouvements de terrains, la commune a été reconnue en état de catastrophe naturelle au titre des dommages causés par des mouvements de terrain en 1999, 2001 et 2019.

#### Risque technologique
Le risque de transport de matières dangereuses sur la commune est lié à sa traversée par une canalisation de transport d'hydrocarbures. Un accident se produisant sur une telle infrastructure est susceptible d’avoir des effets graves sur les biens, les personnes ou l'environnement, selon la nature du matériau transporté. Des dispositions d’urbanisme peuvent être préconisées en conséquence.

## Toponymie

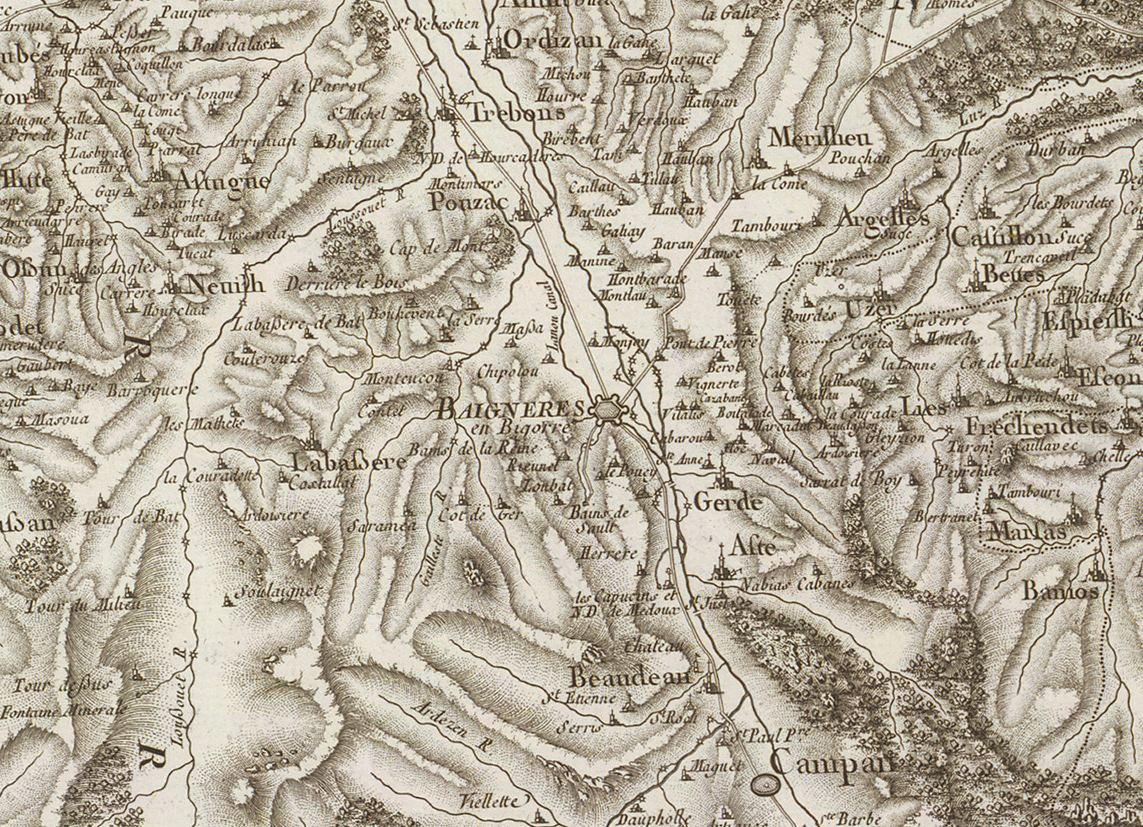
Extrait de la carte de Cassini (entre 1756 et 1789) situant Pouzac au nord de Bagnères-de-Bigorre.

On trouvera les principales informations dans le Dictionnaire toponymique des communes des Hautes-Pyrénées de Michel Grosclaude et Jean-François Le Nail qui rapporte les dénominations historiques du village :
Dénominations historiques :
- in Pozaco, latin (v. 1110, cartulaire de Bigorre ; 1313, Debita regi Navarre) ;
- de Posaco, latin (entre 1163 et 1171, cartulaires Bigorre ; 1342, pouillé de Tarbes ; 1379, procuration Tarbes) ;
- Polzag, Polsag (XIIe siècle, cartulaires Bigorre) ;
- Poozag (1285, montre Bigorre) ;
- de Pousaco (1300, enquête Bigorre) ;
- Pozag (1384, livre vert de Bénac) ;
- Posac (1429, censier de Bigorre) ;
- Posac (1688, registres paroissiaux) ;
- Pousac (1768, Duco) ;
- Pouzac (fin XVIIIe siècle, carte de Cassini).

Étymologie : nom de domaine antique, du nom de personnage latin Potius ou Potitus et suffixe -acum : domaine de Potius ou Potitus.

Nom occitan : Posac.

## Histoire
L'histoire de ce petit village de campagne est très ancienne car elle remonte à l'époque romaine d'où le « Camp de césar » (situé dans les hauteurs de Pouzac) comportant des vestiges maintenant disparus à cause de l'érosion.

Seconde Guerre mondiale :

Le dimanche 11 juin 1944, le 3e bataillon du Regiment 3 Deutschland de la 2e SS Panzer Division Das Reich répondant à une insurrection de la population  bagnéraise au lendemain du débarquement des alliés en Normandie, a assassiné, en représailles, au moins 19 civils dont 7 habitants de la commune de Pouzac et parmi eux des femmes et des enfants.

En tout, 57 civils ont été sauvagement assassinés par la Waffen-SS dans la région lors de cette période répressive.

### Cadastre napoléonien de Pouzac
Le plan cadastral napoléonien de Pouzac est consultable sur le site des archives départementales des Hautes-Pyrénées.

## Politique et administration

### Liste des maires

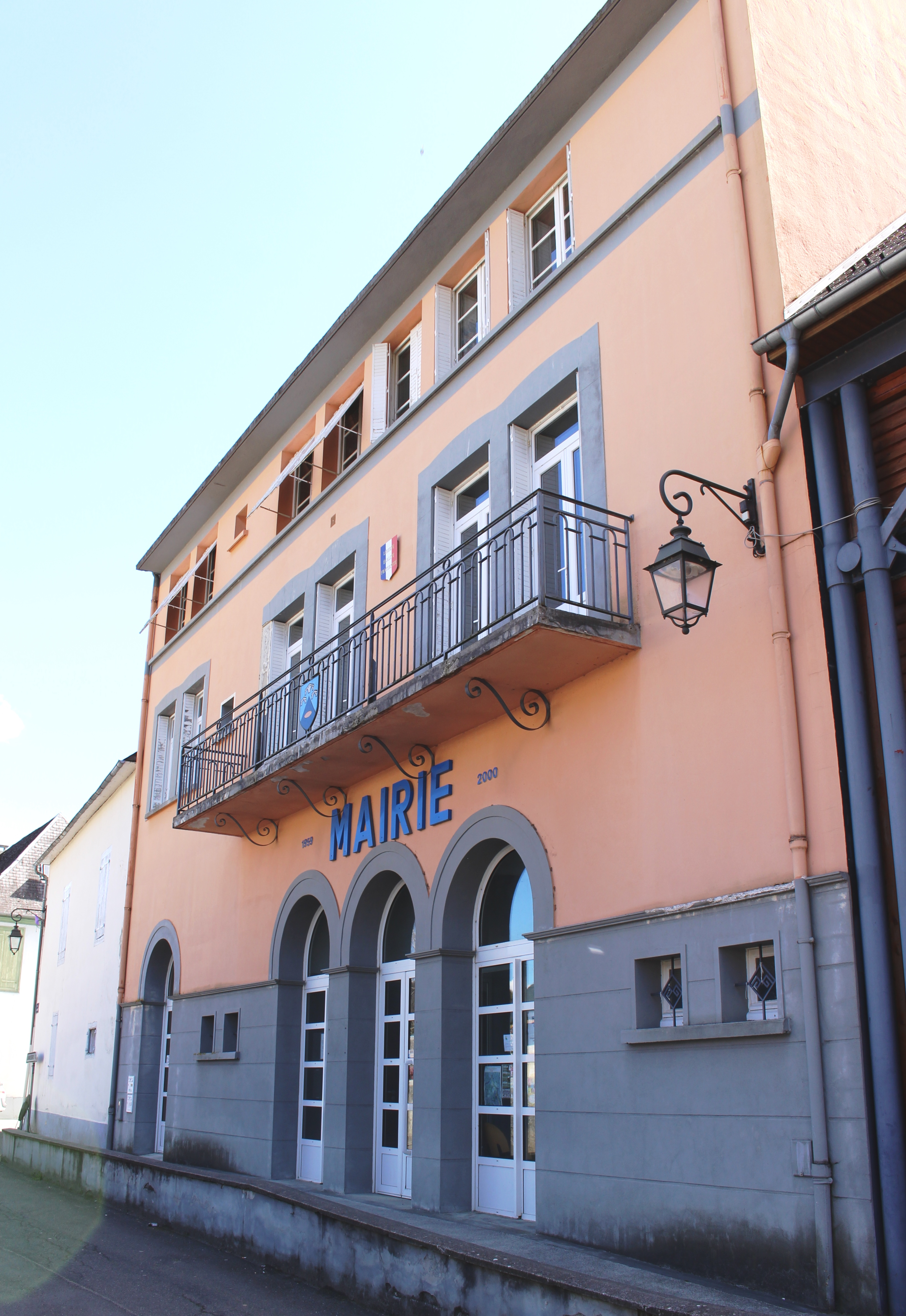
La mairie en 2017.

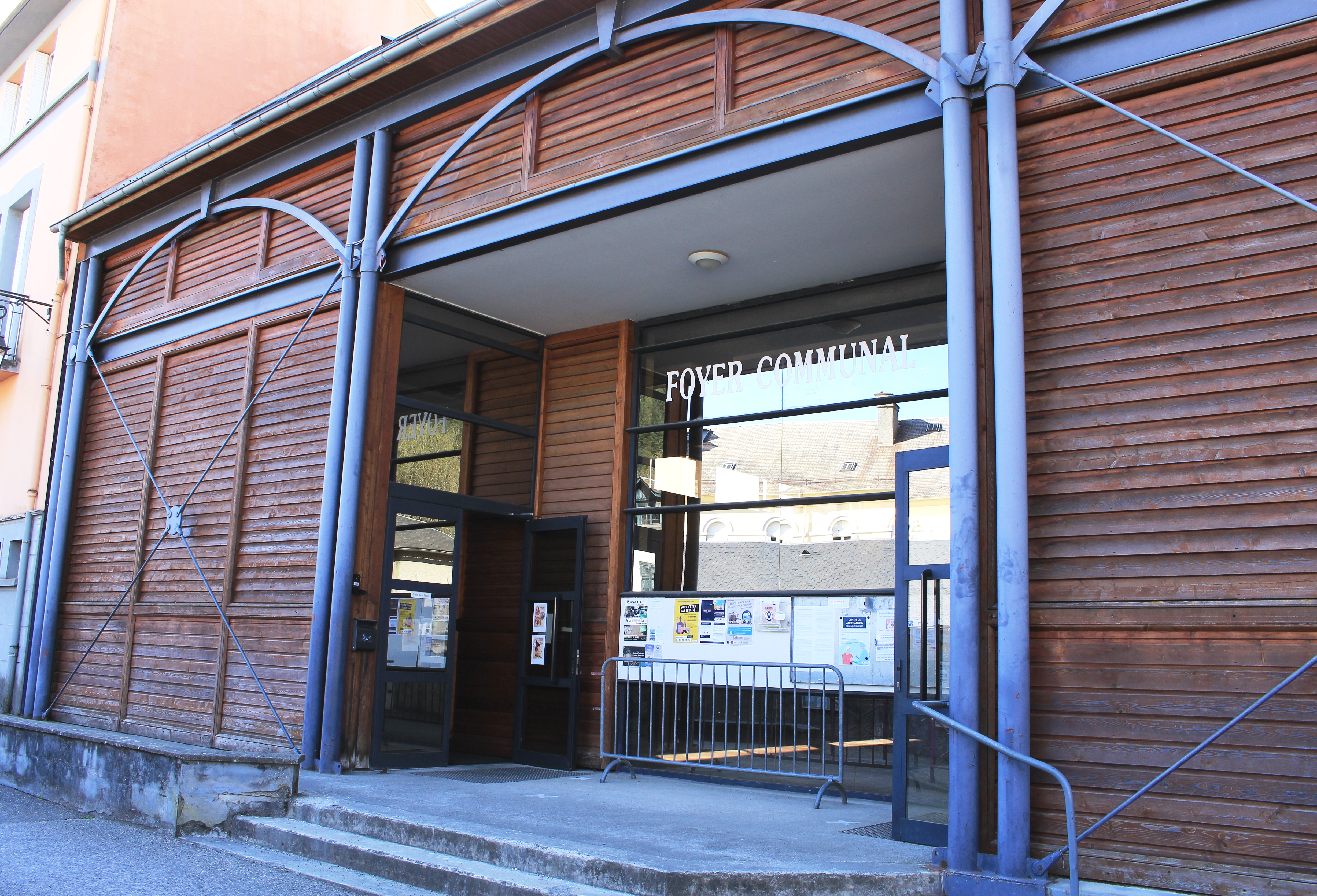
Le foyer rural en 2021.

| Période                                  | Période                    | Identité                   | Étiquette | Qualité |
| ---------------------------------------- | -------------------------- | -------------------------- | --------- | ------- |
| Les données manquantes sont à compléter. |                            |                            |           |         |
|                                          |                            |                            |           |         |
| 1957                                     | mars 1983                  | Irénée Villeneuve          |           |         |
| mars 1983                                | mars 2001                  | René Barrouillet           |           |         |
| mars 2001                                | mars 2014                  | Marcel Prieu               | PCF       |         |
| mars 2014                                | mars 2020                  | Jean-Luc Mascaras          |           |         |
| mars 2020                                | En cours (au 02 juin 2020) | Patricia Sentubery-Chagnot | Sans      |         |

### Rattachements administratifs et électoraux

#### Historique administratif
Pays et sénéchaussée de Bigorre, quarteron de Bagnères, canton  de Bagnères-de-Bigorre (depuis 1790).

#### Intercommunalité
Pouzac appartient à la communauté de communes Haute-Bigorre créée en décembre 1994 et qui réunit 24 communes.

### Services publics
La commune de Pouzac dispose d'une agence postale.

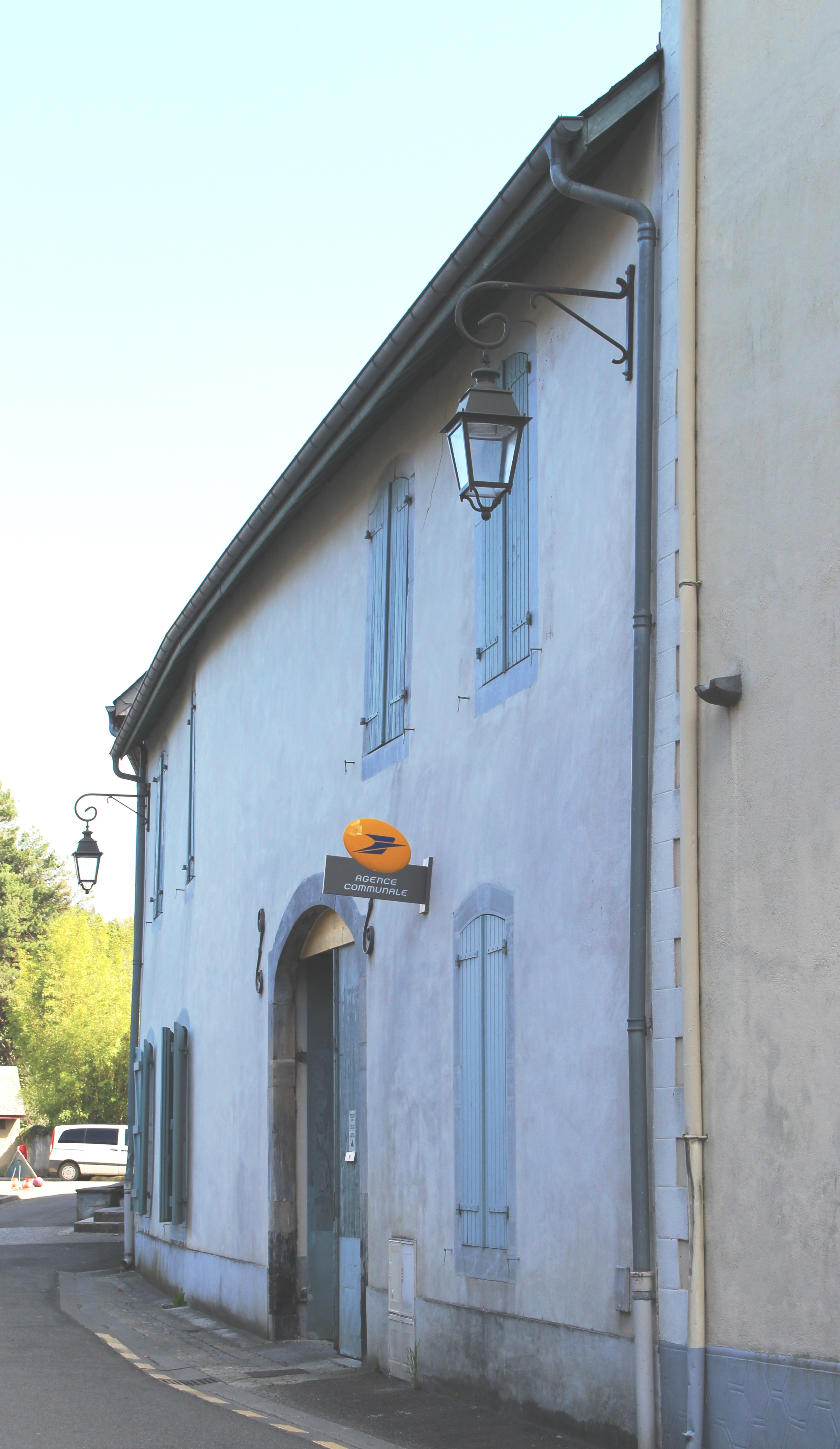
La Poste en 2017.

## Population et société

### Démographie

#### Évolution démographique
L'évolution du nombre d'habitants est connue à travers les recensements de la population effectués dans la commune depuis 1793. Pour les communes de moins de 10 000 habitants, une enquête de recensement portant sur toute la population est réalisée tous les cinq ans, les populations de référence des années intermédiaires étant quant à elles estimées par interpolation ou extrapolation. Pour la commune, le premier recensement exhaustif entrant dans le cadre du nouveau dispositif a été réalisé en 2004.

En 2022, la commune comptait 1 108 habitants, en évolution de +0,18 % par rapport à 2016 (Hautes-Pyrénées : +1,59 %, France hors Mayotte : +2,11 %).
| 1793 | 1800 | 1806 | 1821 | 1831 | 1836  | 1841  | 1846  | 1851 |
| ---- | ---- | ---- | ---- | ---- | ----- | ----- | ----- | ---- |
| 643  | 725  | 783  | 913  | 936  | 1 019 | 1 024 | 1 008 | 980  |

| 1856 | 1861 | 1866 | 1872  | 1876  | 1881 | 1886 | 1891 | 1896 |
| ---- | ---- | ---- | ----- | ----- | ---- | ---- | ---- | ---- |
| 925  | 962  | 980  | 1 020 | 1 003 | 976  | 945  | 945  | 893  |

| 1901  | 1906 | 1911 | 1921 | 1926 | 1931 | 1936 | 1946 | 1954 |
| ----- | ---- | ---- | ---- | ---- | ---- | ---- | ---- | ---- |
| 1 021 | 942  | 988  | 899  | 936  | 975  | 950  | 912  | 886  |

| 1962 | 1968 | 1975  | 1982  | 1990  | 1999  | 2004  | 2006  | 2009  |
| ---- | ---- | ----- | ----- | ----- | ----- | ----- | ----- | ----- |
| 934  | 953  | 1 006 | 1 031 | 1 000 | 1 064 | 1 114 | 1 111 | 1 101 |

| 2014  | 2019  | 2022  | - | - | - | - | - | - |
| ----- | ----- | ----- | - | - | - | - | - | - |
| 1 122 | 1 115 | 1 108 | - | - | - | - | - | - |

### Enseignement

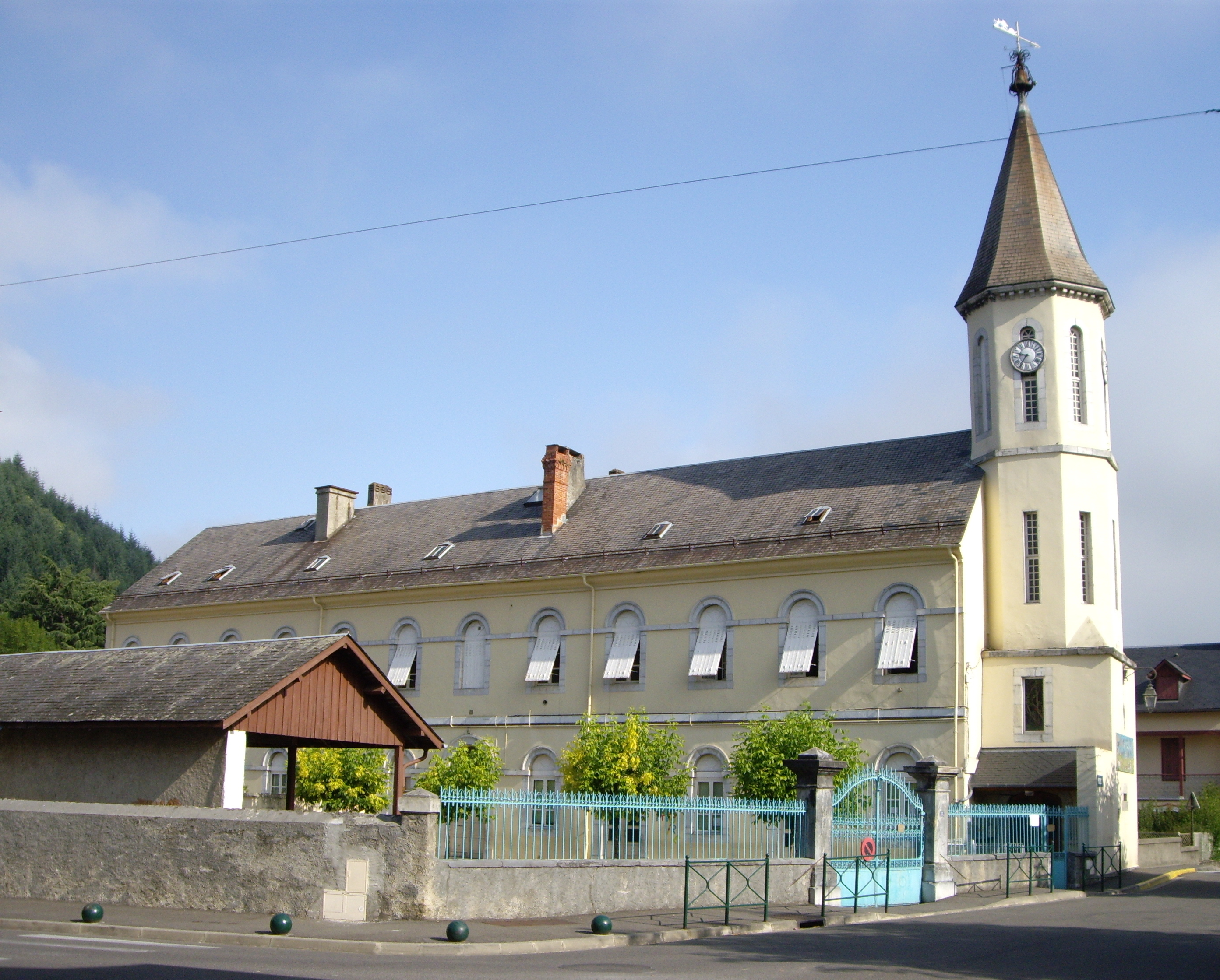
L'école en 2007.

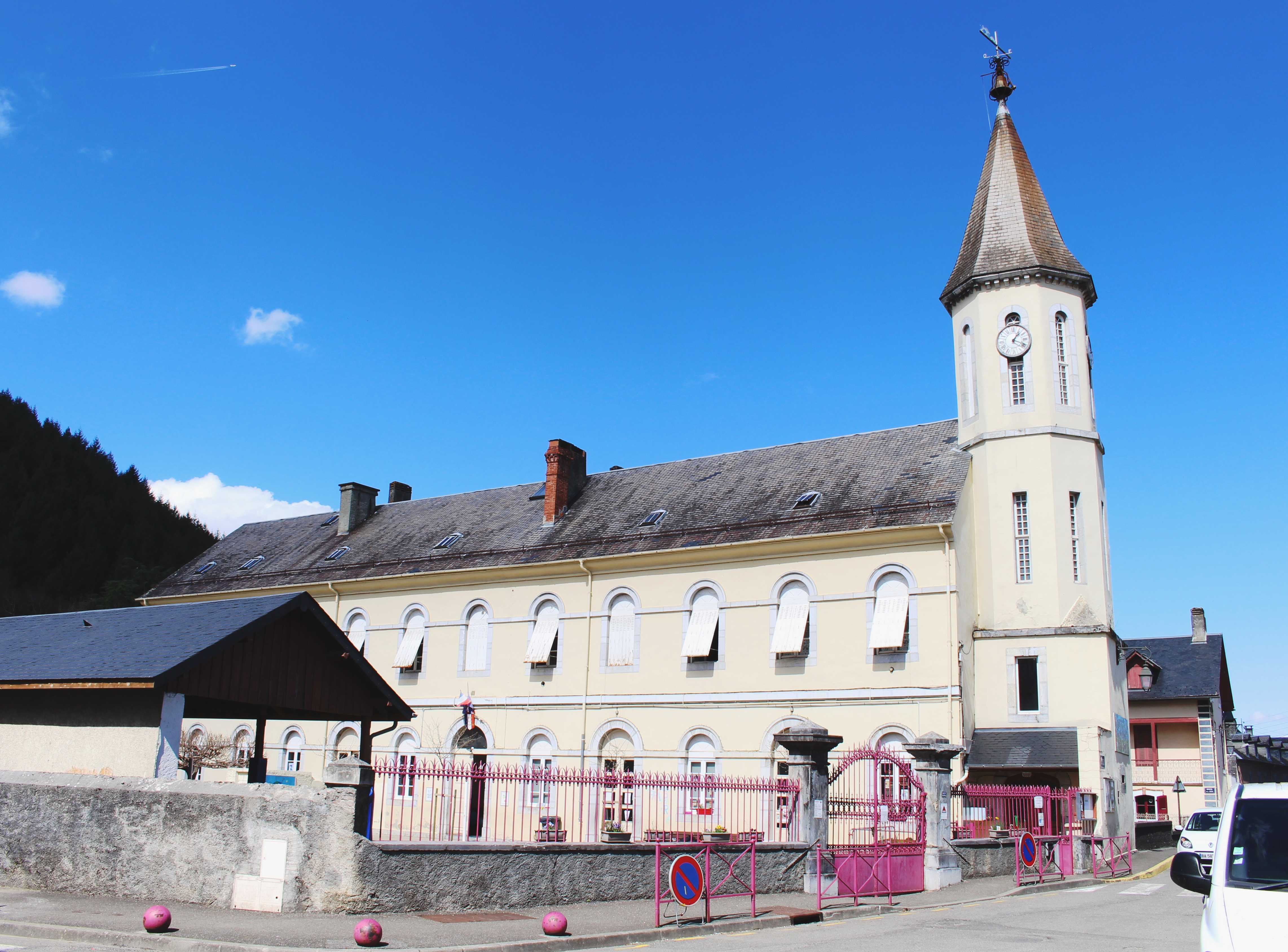
L’école en 2021.

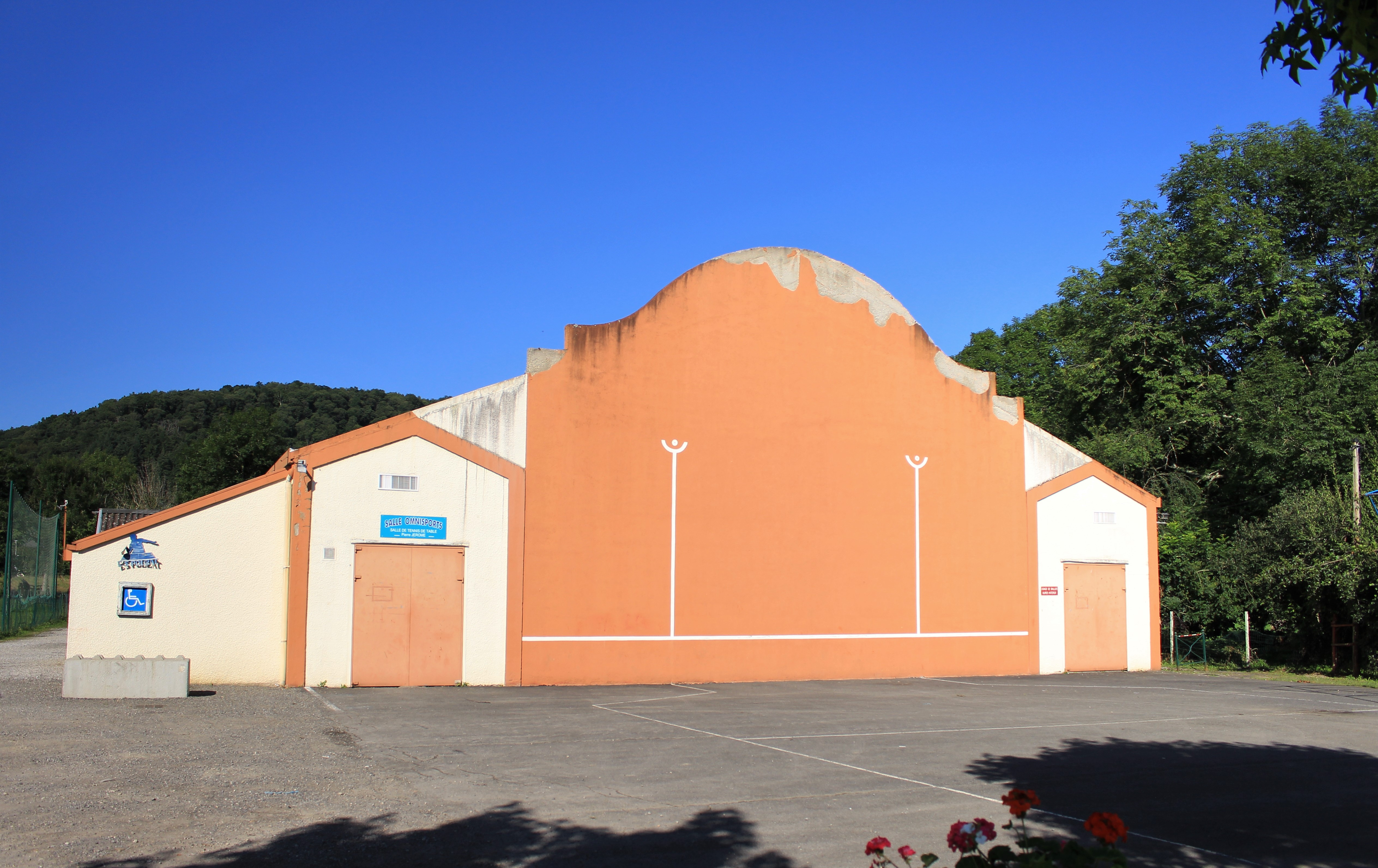
Le fronton.

La commune dépend de l'académie de Toulouse. Elle dispose d'écoles en 2017.
- École élémentaire.
- École maternelle.

### Cultes
L'église de Pouzac date du XIVe siècle. Détruite en 1556 puis reconstruite en 1558, elle est de style gothique et est classée monument historique en 1985.

## Économie

### Revenus
En 2018, la commune compte 519 ménages fiscaux, regroupant 1 134 personnes. La médiane du revenu disponible par unité de consommation est de 21 780 € (20 420 € dans le département).

### Emploi
|                | 2008  | 2013  | 2018  |
| -------------- | ----- | ----- | ----- |
| Commune        | 6,4 % | 7,5 % | 6,5 % |
| Département    | 7,7 % | 9,4 % | 9,8 % |
| France entière | 8,3 % | 10 %  | 10 %  |

En 2018, la population âgée de 15 à 64 ans s'élève à 626 personnes, parmi lesquelles on compte 72,7 % d'actifs (66,2 % ayant un emploi et 6,5 % de chômeurs) et 27,3 % d'inactifs,. Depuis 2008, le taux de chômage communal (au sens du recensement) des 15-64 ans est inférieur à celui de la France et du département.
La commune fait partie de la couronne de l'aire d'attraction de Bagnères-de-Bigorre, du fait qu'au moins 15 % des actifs travaillent dans le pôle,. Elle compte 289 emplois en 2018, contre 285 en 2013 et 221 en 2008. Le nombre d'actifs ayant un emploi résidant dans la commune est de 425, soit un indicateur de concentration d'emploi de 68,2 % et un taux d'activité parmi les 15 ans ou plus de 47,3 %.
Sur ces 425 actifs de 15 ans ou plus ayant un emploi, 63 travaillent dans la commune, soit 15 % des habitants. Pour se rendre au travail, 90,1 % des habitants utilisent un véhicule personnel ou de fonction à quatre roues, 0,9 % les transports en commun, 6,1 % s'y rendent en deux-roues, à vélo ou à pied et 2,8 % n'ont pas besoin de transport (travail au domicile).

## Culture locale et patrimoine

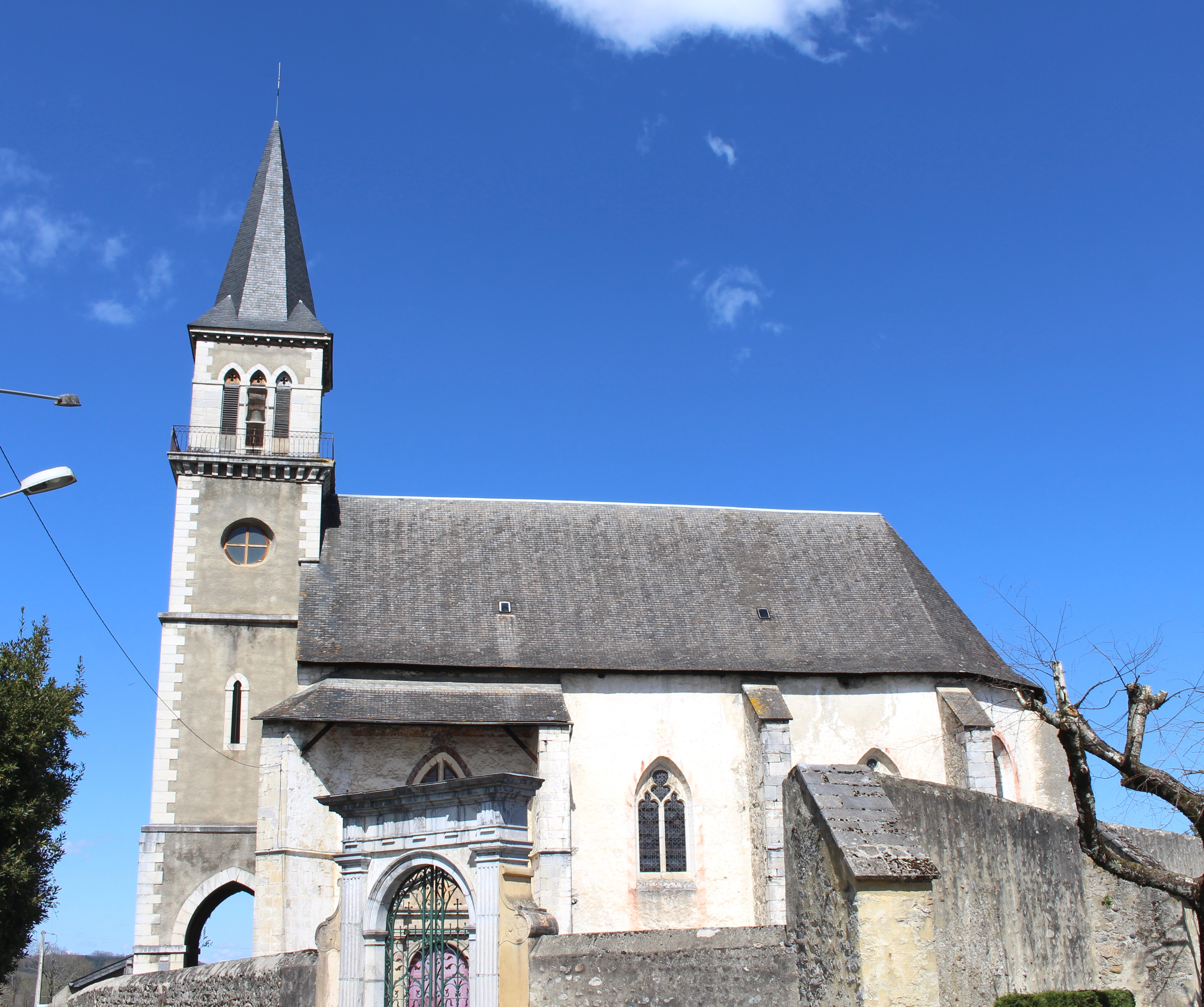
L'église Saint-Saturnin en 2017.

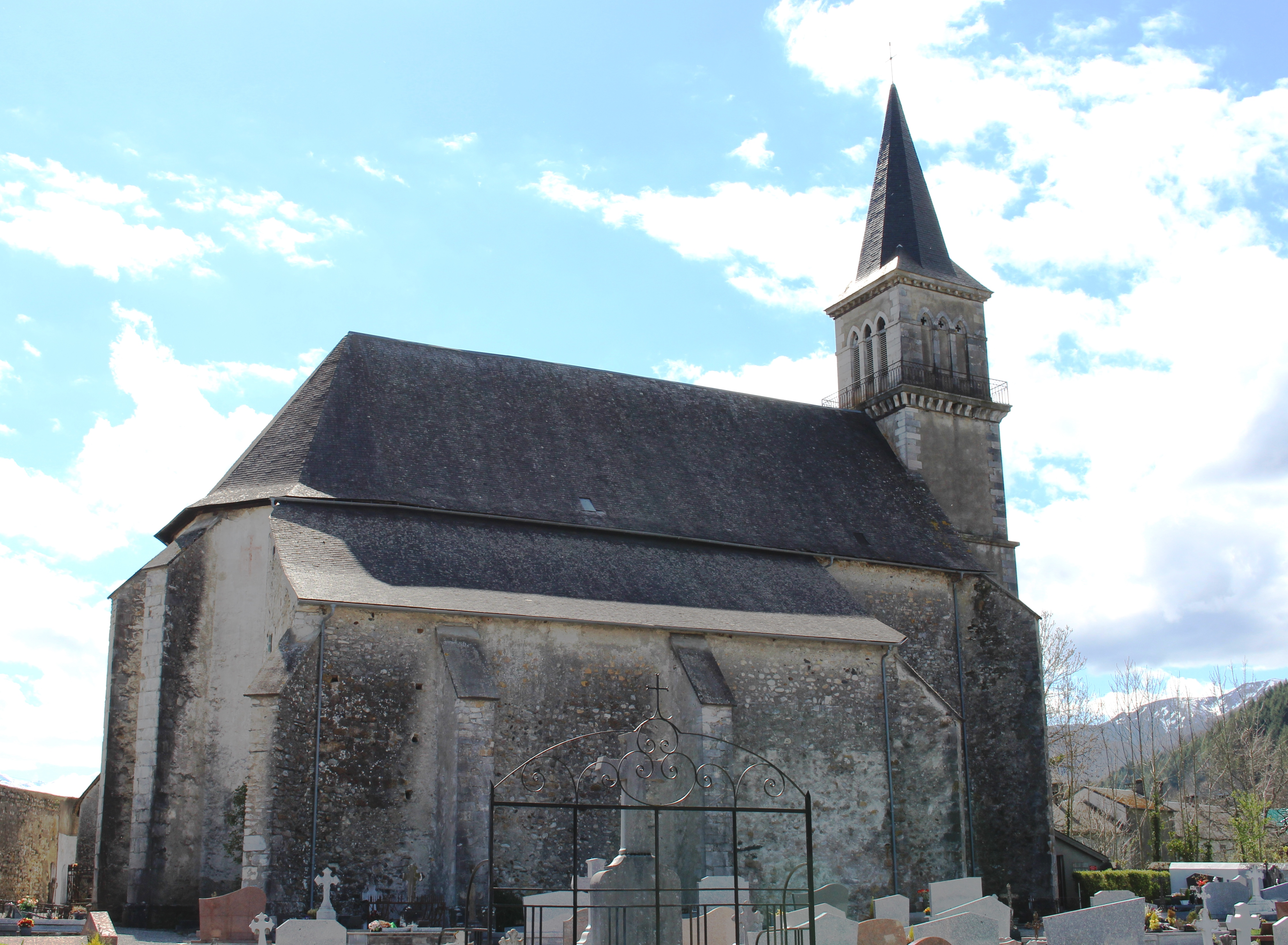
L'église.

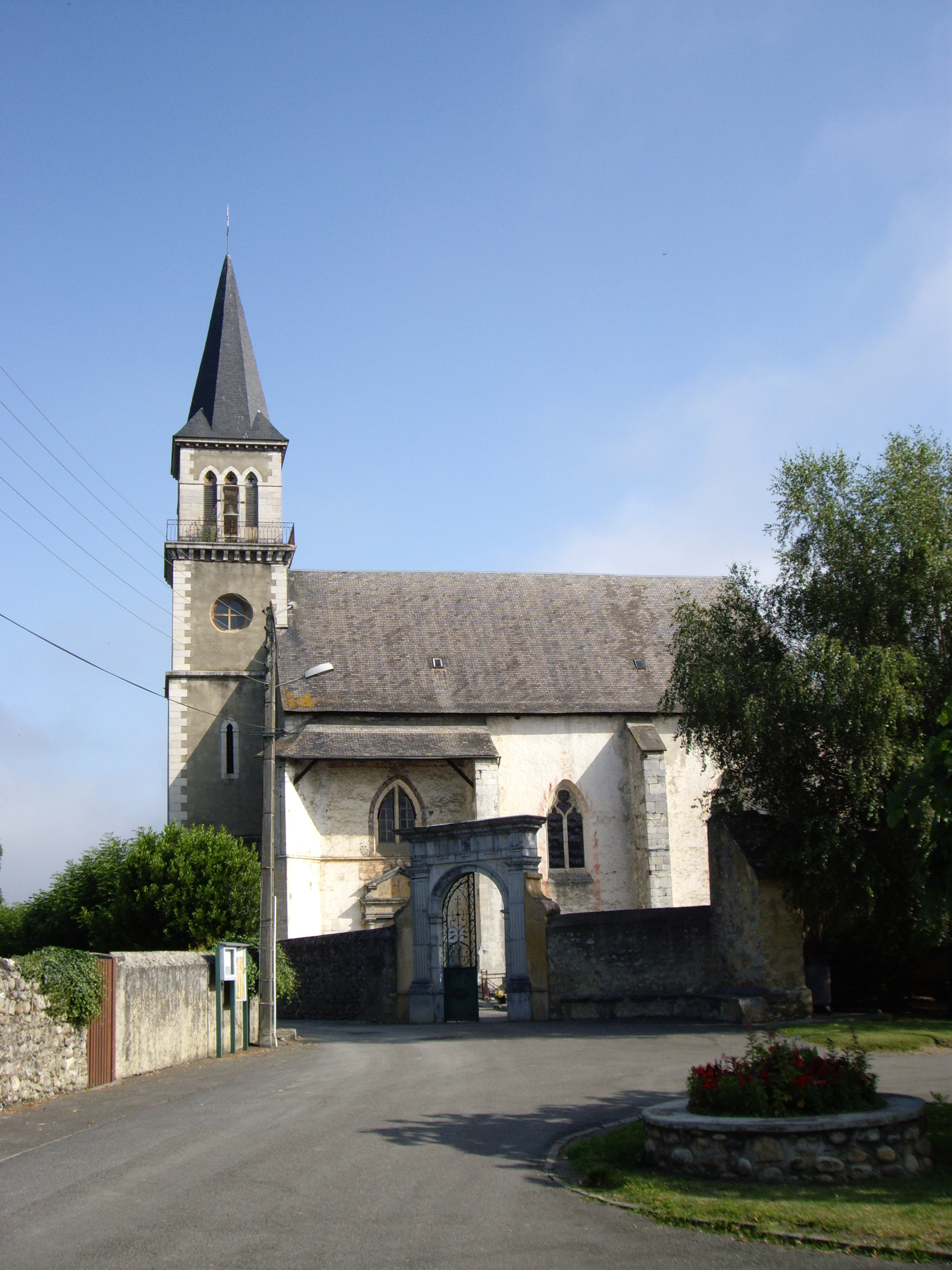
L'église Saint-Saturnin.

### Lieux et monuments
- L'église Saint-Saturnin, datant du XVIe siècle, est classée pour son clocher élevé au XIXe siècle et pour son monumental retable baroque, ouvrage du XVIIe siècle attribué à Élie Corau et Jean I Ferrère. Sa voûte de bois, peinte tel un ciel étoilé, est encore remarquable.
- L'école, comportant ce qui semble être un clocher, s'apparente à une église.
- Près du village, on a retrouvé les traces d'un camp romain dit « camp de César », notamment un autel votif dédié au dieu Mars, aujourd'hui conservé aux thermes de Bagnères-de-Bigorre.
- D'anciens haras empire sont devenus la galerie d'art contemporain « L’Art en Stalles ».
- Le manoir de Serre-Devant ou château de l'Angle, qui date du XIXe siècle, est inscrit au titre des monuments historiques depuis 1990[46].
- Lavoirs.

Sélection de vues des lavoirs municipaux
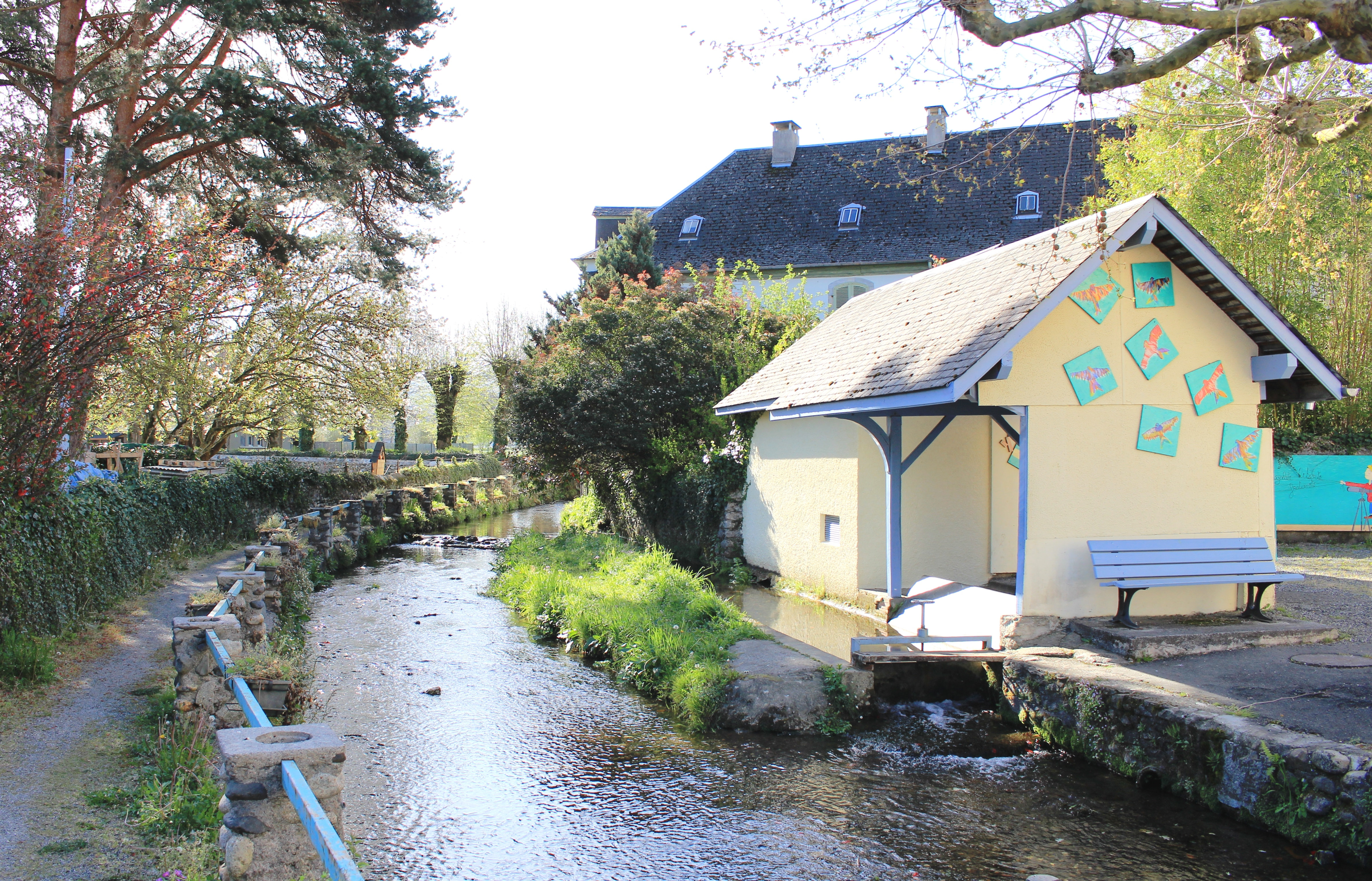
Lavoir de l'école en 2021.
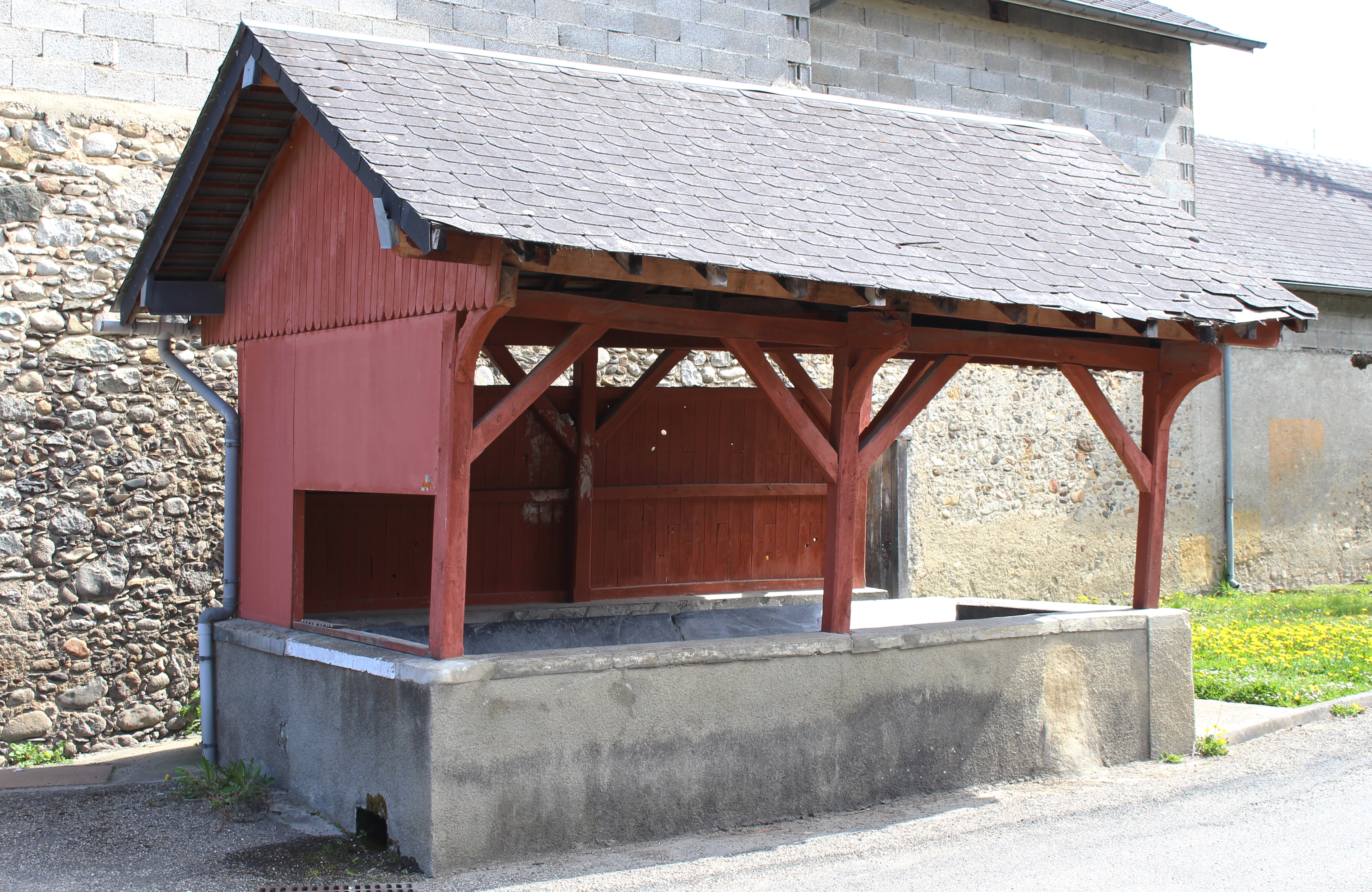
Lavoir de la rue de la Mairie en 2017.

### Personnalités liées à la commune
- Le général Gabriel Laffaille,  qui, s'illustra sous l'Empire, est né à Pouzac. Un modeste obélisque, érigé devant sa maison natale, commémore ses mérites militaires.
- Les pyrénéistes Louis Le Bondidier et son épouse Margalide, fondateurs du musée pyrénéen de Lourdes, ont vécu à Pouzac.
- L'auteur compositeur interprète Edmond Duplan, appelé aussi « le Cantagoy », qui chante la Bigorre et les Pyrénées, auteur en particulier de la chanson Le refuge.
- Bertrand Pinac, homme politique français (1759-1836), né à Pouzac. Député, représenta (16 mai 1815) à la Chambre des Cent-Jours l'arrondissement de Bagnères
- Jean-Jacques Vignerte, né à Pouzac en 1806, député de l'Assemblée Constituante en 1848.

## Voir aussi

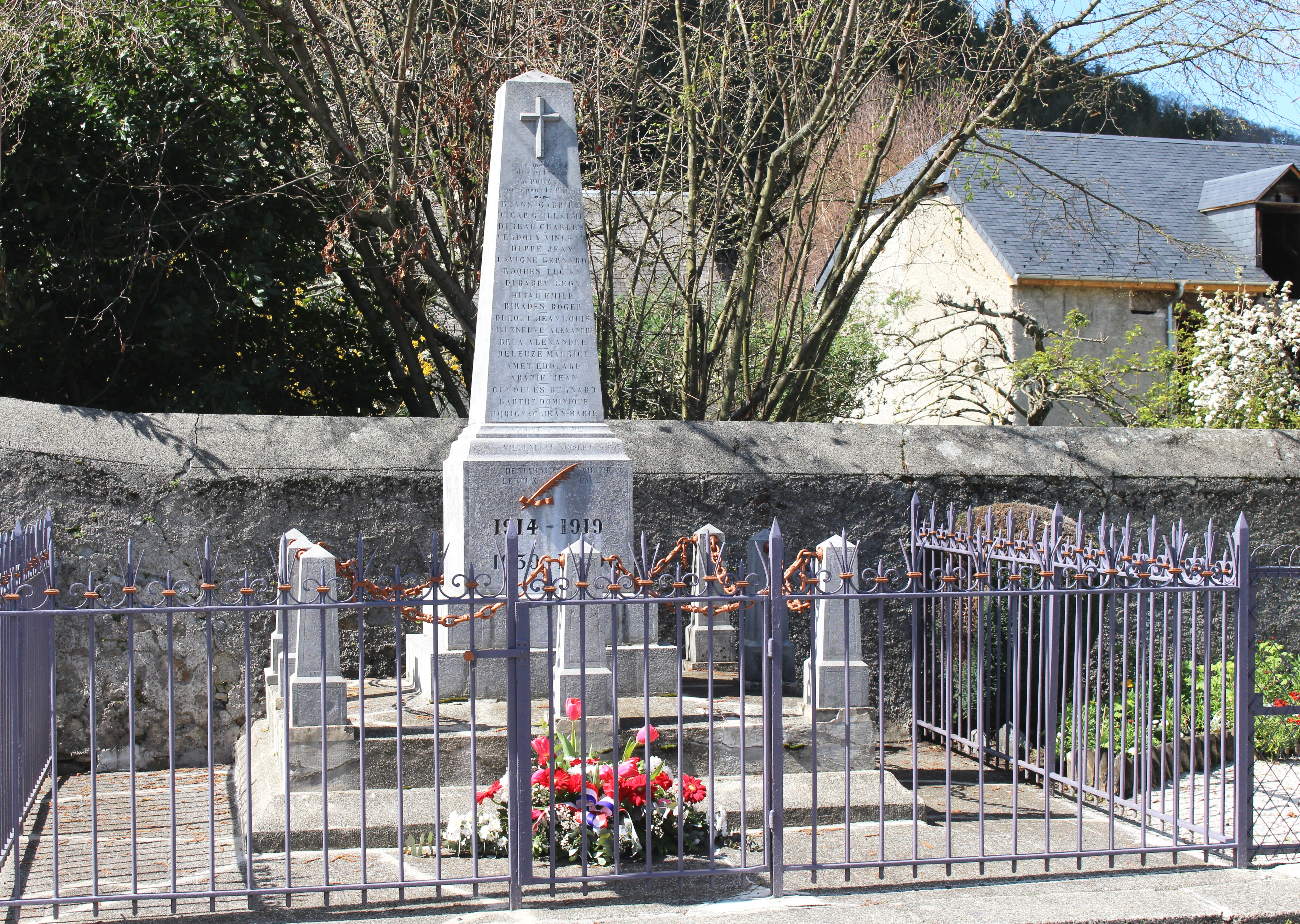
Le monument aux morts municipal.

### Héraldique
| Blason | Blasonnement : De sable à la miche d'or, mantelé cousu d'azur chargé de trois ponts alésés mal ordonnés d'argent maçonnés de sable, celui du chef à deux arches, les deux autres plus petits et à une arche. Commentaires : Ce blason est officiel (vérifié auprès de la mairie). |